# 무명 (불교)
무명(無明) 또는 치(癡,
산스크리트어: avidyā,
moha,
mūdha,
팔리어: avijjā,
영어: ignorance,
delusion)는 다음의 분류, 그룹 또는 체계의 한 요소이다.
- 고타마 붓다가 설한 3독(三毒) 즉 불선근(不善根) 가운데 하나이다.[1][2][3][4][5]
- 부파불교와 설일체유부의 교학에서 5가지 자성불선(自性不善) 가운데 하나이다.[6][7]
- 부파불교의 설일체유부의 교학에서 6가지 근본번뇌(根本煩惱), 즉 6수면(六隨眠) 가운데 하나이다.[8][9][10][11]
- 대승불교의 유식유가행파와 법상종의 교학에서 6가지 근본번뇌(根本煩惱) 가운데 하나이다.[8][12][13]
- 초기불교 · 부파불교 · 대승불교의 9결(九結) 가운데 무명결(無明結)에 해당한다.[14][15][16]
- 고타마 붓다가 설한 4성제(四聖諦)의 교의에서 집제(集諦)에 속한다.
- 고타마 붓다가 설한 12연기(十二緣起)의 교의에서 제1지분인 무명(無明)에 해당하고, 제2지분인 행(行), 제4지분인 명색(名色), 제9지분인 취(取)에 속한다.[17][18]
- 고타마 붓다가 설한 5온(五蘊)의 법체계에서 행온(行蘊)에 속한다.
- 고타마 붓다가 설한 12처(十二處)의 법체계에서 법처(法處)에 속한다.
- 고타마 붓다가 설한 18계(十八界)의 법체계에서 법계(法界)에 속한다.
- 부파불교의 설일체유부의 5위 75법의 법체계에서 심소법(心所法: 46가지) 중 대번뇌지법(大煩惱地法: 6가지) 가운데 하나이다.[19][20][21][22]
- 대승불교의 유식유가행파와 법상종의 5위 100법의 법체계에서 심소법(心所法: 51가지) 중 번뇌심소(煩惱心所: 6가지) 가운데 하나이다.[12][13][23]

무명(無明)은 어리석음, 어둠, 막힘, 미혹(迷惑), 치(癡), 암(闇), 장(障), 미(迷), 우치(愚癡), 무지(無知), 무지(無智) 또는 무현(無顯)이라고도 한다. 이들 중 미혹(迷惑)의 일반 사전적인 의미는 '무엇에 홀려 정신을 차리지 못함' 또는 '정신이 헷갈리어 갈팡질팡 헤맴'인데, 불교 사전들에서의 정의에 따르면 미(迷)는 사(事)와 이(理)에서 잘못이 있는 것을 말하고, 혹(惑)은 사(事)와 이(理)에 밝지 못한 것을 말한다.
《잡아합경》 제13권 제334경〈유인유연유박법경(有因有緣有縛法經)〉에서,
고타마 붓다는 무명(無明)이란, 근(根) · 경(境) · 식(識)의 화합이 일어날 때 이전까지 쌓은 염오(染污)한 업(業)으로 인해 해당 경(境)에 대한 부정사유(不正思惟, 邪思惟: 바르지 않은 사유, 바르지 않은 생각, 8정도의 정사유의 반대)가 일어나며 이 부정사유로 인해 [해당 경(境)과 그 이치에 대한, 즉 사(事)와 이(理)에 대한] 치(癡) 즉 어리석음이 일어나는데 이 어리석음이 곧 무명(無明)이라고 말하고 있다. (아래 인용문 참조)
부파불교의 설일체유부의 교학을 비판적으로 집대성한 세친의 《구사론》에 따르면, 무명(無明) 또는 치(癡)는 마음(6식, 즉 심왕, 즉 심법)으로 하여금 어리석게 하는 마음작용으로, 우치(愚癡: 어리석음), 무지(無智) 또는 무현(無顯)이라고도 한다. 무지(無智)는 마음이 사(事: 사물, 현상)와 이(理: 이치, 본질)를 밝게 결택(決擇: 옳고 그름을 판단하여 결정함)할 수 없는 상태를 말하고, 무현(無顯)은 사(事: 사물, 현상)와 이(理: 이치, 본질)가 은폐되어 마음에 밝게 드러나 알려지지 않은 상태를 말한다.
대승불교의 유식유가행파와 법상종의 주요 논서인 호법 등의 《성유식론》에 따르면, 무명(無明) 또는 치(癡)는 마음(8식, 즉 심왕, 즉 심법)으로 하여금 온갖 이(理: 이치, 본질)와 사(事: 사물, 현상)에 대해 미혹[迷]하고 어두워[闇]지게 하는 것을 본질적 성질[性]로 하는 마음작용이다. 그리고, 치(癡)의 마음작용은 이러한 본질적 성질을 바탕으로 마음이 무치(無癡: 어리석지 않음, 지혜로움)의 마음작용과 상응하는 것을 장애함으로써 마음으로 하여금 온갖 잡염(雜染: 근본번뇌와 수번뇌, 즉 모든 번뇌)과 상응하게 하는 발동근거[所依]가 되는 것을 그 본질적 작용[業]으로 한다.
현대 학자의 견해들 중 하나에 따르면, 무명(無明)은 산스크리트어 아비드야(avidyā)와 모하(moha)의 번역어로서 명지(明知, vidyā)가 없는 것, 즉 이[理: 진실한 도리]를 깨치지 못하고 사[事: 사물]에 통달하지 못한 상태를 말한다. 무명(無明)이 12연기(十二緣起)의 제1지분을 이루고 있는 것에서 보듯이, 불교의 가르침에 따르면, 무명은 미혹된 존재가 겪는 괴로움[苦]의 근본으로 이해되고 있으며, 추구하는 대상에 대한 채워지지 않은 불만족(不滿足)의 모습으로 나타나기 때문에 갈애(渴愛) 즉 탐욕(貪欲) 또는 집착(執著, 執着)과 표리의 관계를 이루는 것으로 이해되고 있다.

## 정의

### 초기불교

#### 고타마 붓다
《잡아함경》에는 무명(無明)에 대한 정의와 마음(6식 또는 8식, 즉 심왕, 즉 심법), 업, 번뇌성의 마음작용(특히, 부정사유와 무명과 갈애(집착, 애욕))의 관계를 보여주는, 아래에 인용된, 고타마 붓다의 설법이 있다.
이 설법에서 고타마 붓다는 무명(無明)이란, 근(根) · 경(境) · 식(識)의 화합이 일어날 때 이전까지 쌓은 염오(染污)한 업(業)으로 인해 해당 경(境)에 대한 부정사유(不正思惟, 邪思惟: 바르지 않은 사유, 바르지 않은 생각, 8정도의 정사유의 반대)가 일어나며, 즉 구체적으로는 악욕[欲, 惡欲: 불선한 욕구, 원함, 희망, 특히 탐욕] · 에(恚, 瞋: 성냄) · 해(害: 해치려 함) 등의 번뇌성의 마음작용이 일어나며, 이 부정사유로 인해 [해당 경(境)과 그 이치에 대한, 즉 사(事)와 이(理)에 대한] 치(癡) 즉 어리석음이 일어나는데 이 어리석음이 곧 무명(無明)이라고 말하고 있다.
이 설법에서 고타마 붓다는 8정도의 정사유(正思惟)의 반대인 부정사유(不正思惟: 바르지 않은 사유, 바르지 않은 생각)가 무명(無明) 즉 무지(無知)의 원인이라고 말하고 있다. 또한, 고타마 붓다는, 다시 무명은 갈애(집착, 애욕)의 원인이 되며, 다시 갈애(집착, 애욕)는 염오(染污)한 업의 원인이 되며, 염오(染污)한 업은 오염된 마음, 즉 3계에 속박된 마음(6식 또는 8식, 즉 심왕, 즉 심법)의 원인이 된다고 말하고 있다. 또한, 고타마 붓다는 부정사유(不正思惟: 바르지 않은 사유, 바르지 않은 생각)가 무명(無明) 즉 무지(無知)의 원인이지만, 이렇게 부정사유에서 생겨난 무명(無明) 즉 무지(無知)는 다시 [더 큰 또는 더 오염된] 부정사유(不正思惟: 바르지 않은 사유, 바르지 않은 생각)의 원인이 된다고 말하고 있다.
云何有因．有緣．有縛法經。謂眼有因．有緣．有縛。

何等為眼因．眼緣．眼縛。謂眼業因．業緣．業縛。

業有因．有緣．有縛。何等為業因．業緣．業縛。謂業愛因．愛緣．愛縛。

愛有因．有緣．有縛。何等為愛因．愛緣．愛縛。謂愛無明因．無明緣．無明縛。

無明有因．有緣．有縛。何等無明因．無明緣．無明縛。謂無明不正思惟因．不正思惟緣．不正思惟縛。

不正思惟有因．有緣．有縛。何等不正思惟因．不正思惟緣．不正思惟縛。謂緣眼．色。生不正思惟。生於癡。

緣眼．色。生不正思惟。生於癡。彼癡者是無明。癡求欲名為愛。愛所作名為業。

如是。比丘。不正思惟因無明為愛。

無明因愛。愛因為業。業因為眼。耳．鼻．舌．身．意亦如是說。是名有因緣．有縛法經。
— 《잡아합경》 제13권 제334경〈유인유연유박법경(有因有緣有縛法經)〉한문본

무엇을 〈유인유연유박법경(有因 · 有緣 · 有縛法經)〉이라고 하는가? 말하자면 안식[眼]에는 인(因)이 있고 연(緣)이 있으며 속박시키는 자[縛]가 있다는 것이다.

무엇이 안식[眼]의 인(因), 안식의 연(緣), 안식을 속박시키는 자[縛]인가? [지금까지 쌓은] 업(業, 즉 염오(染污)한 업)이 안식의 인이고,  업이 안식의 연이며, 업이 안식을 [3계(三界)의 색경(色境)에] 속박시키는 자이다.

업(業, 즉 염오(染污)한 업)에도 인(因)이 있고 연(緣)이 있으며 속박시키는 자[縛]가 있다. 무엇이 업의 인, 업의 연, 업을 속박시키는 자인가? 갈애[愛, 집착, 애욕]가 업의 인이며, 업의 연이며, 업을 [즉, 안식의 업을 3계(三界)의 색경(色境)에] 속박시키는 자이다.

갈애[愛, 집착, 애욕]에도 인(因)이 있고 연(緣)이 있으며 속박시키는 자[縛]가 있다. 무엇이 갈애(집착)의 인, 갈애(집착)의 연, 갈애(집착)를 속박시키는 자인가? 무명(無明)이 갈애(집착)의 인이며, 갈애(집착)의 연이며, 갈애(집착)를 [3계(三界)의 색경(色境)에] 속박시키는 자이다.

무명(無明)에도 인(因)이 있고 연(緣)이 있으며 속박시키는 자[縛]가 있다. 무엇이 무명의 인, 무명의 연, 무명을 속박시키는 자인가? 부정사유(不正思惟: 바르지 않은 사유, 바르지 않은 생각)가 무명의 인이며, 무명의 연이며, 무명을 [3계(三界)의 색경(色境)에] 속박시키는 자이다.

부정사유(不正思惟: 바르지 않은 사유, 바르지 않은 생각, 8정도의 정사유의 반대)에도 인(因)이 있고 연(緣)이 있으며 속박시키는 자[縛]가 있다. 무엇이 부정사유의 인, 부정사유의 연, 부정사유를 [3계(三界)의 색경(色境)에] 속박시키는 자인가? 안식[眼]과 색경[色]을 인연[緣]하여 부정사유가 생기고 그 부정사유에서 생겨난 어리석음[癡]이 다시 부정사유의 인이며, 부정사유의 연이며, 부정사유를 [3계(三界)의 색경(色境)에] 속박시키는 자이다.

안식과 색경을 인연하여 부정사유를 일으키고 어리석음을 일으킬 때, 그 어리석음[癡]이 바로 곧 무명(無明)이다. 바로 이 어리석음을 바탕하여 구하고 원하는 것[求欲]을 갈애[愛, 집착, 애욕]라 하며, 갈애[愛, 집착, 애욕]에 바탕하여 짓는 것[所作]을 업(業, 즉 염오(染污)한 업)이라 한다.

이와 같이[如是], 비구들이여, 부정사유(不正思惟: 바르지 않은 사유, 바르지 않은 생각, 8정도의 정사유의 반대)는 무명(無明)을 원인[因]으로 하여 갈애[愛, 집착, 애욕]가 된다[不正思惟因無明為愛].

[이와 같이] 무명을 원인으로 하여 갈애(집착, 애욕)가 생기고[無明因愛], 갈애(집착, 애욕)를 원인으로 하여 업(業, 즉 염오(染污)한 업)이 생기고[愛因為業], 업(염오(染污)한 업)을 원인으로 하여 [갖가지로 오염된, 즉 갖가지 번뇌에 물든, 즉 3계의 색경에 속박된] 안식[眼]이 생긴다[業因為眼]. 이식[耳] · 비식[鼻] · 설식[舌] · 신식[身] · 의식[意]도 또한 이와 같다. 이것을 일러 〈유인유연유박법경[有因緣 · 有縛法經]〉이라 한다.
— 《잡아합경》 제13권 제334경〈유인유연유박법경(有因有緣有縛法經)〉한글본

#### 사리불
《잡아함경》 제18권 제490경 〈염부차경(閻浮車經)〉에서는 염부차(閻浮車)가 사리불(舍利弗)에게 무명이 무엇이며 또 그것을 끊는 방법이 무엇인지에 대해 묻고 있으며, 이에 사리불은 무명이 무엇인지 그리고 무명을 끊는 방법에 대해 말하고 있다. 이 소경(小經)에서 염부차는 사리불의 설명을 통해 무명이란 '어둠이 크게 쌓이고 모인 것[大闇積聚]'으로 이해하며, 그리고 사리불은 8정도(八正道)가 무명을 끊는 방법이라고 말하고 있다.
閻浮車問舍利弗。所謂無明者。云何為無明。

舍利弗言。所謂無明者。於前際無知。後際無知。前．後．中際無知。佛．法．僧寶無知。苦．集．滅．道無知。善．不善．無記無知。內無知．外無知。若於彼彼事無知闇障。是名無明。　

閻浮車語舍利弗。此是大闇積聚。

復問。舍利弗。有道有向。修習多修習。斷無明耶。　

舍利弗言。有。謂八正道。正見。乃至正定。
— 《잡아함경》 제18권 제490경 〈염부차경(閻浮車經)〉. 한문본

염부차가 사리불에게 물었다.
무명(無明)이라고 말들 하는데, 무명이란 어떤 것입니까?

사리불이 말하였다.
무명이라는 것은 과거[前際]에 대하여 앎이 없고[無知], 미래[後際]에 대하여 앎이 없으며, 과거[前際] · 미래[後際] · 현재[中際]에 대하여 앎이 없고, 불보(佛寶) · 법보(法寶) · 승보(僧寶)에 대하여 앎이 없으며, 괴로움[苦] · 괴로움의 발생[集] · 괴로움의 소멸[滅] · 괴로움의 소멸에 이르는 길[道]에 대하여 앎이 없고 선(善) · 불선(不善) · 무기(無記)에 대하여 앎이 없으며, 안[內]에 대해서도 앎이 없고 밖[外]에 대해서도 앎이 없으며, 혹은 이러저러한[彼彼] 일[事: 개개의 사물, 특히 앞에 나열한 이치들과 관련된 개개의 구체적인 일]에 대하여 앎이 없고[無知] 어둡고[闇] 막히면[障], 이것을 무명(無明)이라고 합니다.

염부차가 사리불에게 말하였다.
그러면 그것은 어둠이 크게 쌓이고 모인 것[大闇積聚]이겠군요.

또 물었다. 사리불이여, 닦아 익히고 많이 닦아 익히면 무명을 끊게 되는 길이 있고 방법이 있습니까?

사리불이 말하였다.
있습니다. 이른바 8정도(八正道)이니, 즉 바른 소견[正見]과……(내지)……바른 선정[正定]입니다.
— 《잡아함경》 제18권 제490경 〈염부차경(閻浮車經)〉. 한글본

### 부파불교
학자들은 설일체유부의 논서들이 세 단계의 발전 단계를 거친 것으로 보는데, 주요 논서들을 순서대로 나열하면 다음과 같다.
- 1단계:
  - 《아비달마집이문족론(阿毘達磨集異門足論)》
  - 《아비달마법온족론(阿毘達磨法蘊足論)》
- 2단계
  - 《아비달마시설족론(阿毘達磨施設足論)》
  - 《아비달마식신족론(阿毘達磨識身足論)》
  - 《아비달마계신족론(阿毘達磨界身足論)》
  - 《아비달마품류족론(阿毘達磨品類足論)》
  - 《아비달마발지론(阿毘達磨發智論)》
- 3단계
  - 《아비담심론(阿毘曇心論)》
  - 《아비달마구사론(阿毘達磨俱舍論)》
  - 《아비달마순정리론(阿毘達磨順正理論)》
  - 《아비달마장현종론(阿毘達磨藏顯宗論)》

아래 단락들은 이러한 아비달마 논서들의 발전 순서에 의거하여 배열되어 있으며, 해당 아비달마 논서들에서 나타나는 무명(無明) 즉 치(癡)에 대한 정의를 기술한다.

#### 아비달마집이문족론
사리자(舍利子)는 《아비달마집이문족론》 제3권 제4품〈3법품(三法品)〉에서 다음과 같이 무명(無明) 즉 우치[癡]를 정의하고 있다.
癡不善根者。癡云何。答謂於前際無知。後際無知。前後際無知。於內無知。外無知。內外無知。於業無知。異熟無知業異熟無知。於善作業無知。惡作業無知。善惡作業無知。於因無知因所生法無知。於佛無知法無知僧無知。於苦無知集無知滅無知道無知。於善法無知不善法無知。於有罪法無知無罪法無知。於應修法無知不應修法無知。於下劣法無知勝妙法無知。於黑法無知白法無知。於有敵對法無知。於緣生法無知。於六觸處如實無知。如是無知無見非現觀。黑闇愚癡無明盲冥。罩網纏裹頑騃渾濁障蓋。發盲發無明發無智。滅勝慧障礙善品令不涅槃。無明漏無明暴流無明軛。無明毒根無明毒莖。無明毒枝無明毒葉。無明毒花無明毒果。癡等癡極癡改等改極改。癡類癡生改類改生。總名為癡。
— 《아비달마집이문족론》 제3권 제4품〈삼법품(三法品)〉. 한문본

(문) "우치의 불선근[癡不善根]"이라 했는데, 우치[癡]란 어떤 것인가?

(답) 전제(前際)에 대하여 앎이 없고[無知] 후제(後際)에 대하여 앎이 없고 전후제(前後際)에 대하여 앎이 없으며, 안[內]에 대하여 앎이 없고 바깥[外]에 대하여 앎이 없고 안팎[內外]에 대하여 앎이 없으며, 업(業)에 대하여 앎이 없고, 이숙(異熟)에 대하여 앎이 없고 업이숙(業異熟)에 대하여 앎이 없으며, 선(善)을 지을 업[善作業]에 대하여 앎이 없고 악(惡)을 지을 업[惡作業]에 대하여 앎이 없고 무기[善惡, 無記]를 지을 업[善惡作業]에 대하여 앎이 없는 것이다.

원인[因]에 대하여 앎이 없고 원인으로 생긴 업[因所生法]에 대하여 앎이 없으며, 불(佛)에 대하여 앎이 없고 법(法)에 대하여 앎이 없고 승가[僧]에 대하여 앎이 없으며, 괴로움[苦]에 대하여 앎이 없고 괴로움의 원인[集]에 대하여 앎이 없으며, 괴로움의 소멸[滅]에 대하여 앎이 없고 괴로움을 소멸시키는 도(道)에 대하여 앎이 없으며, 착한 법[善法]에 대하여 앎이 없고 착하지 않은 법[不善法]에 대하여 앎이 없으며, 죄 있는 법[有罪法]에 대하여 앎이 없고 죄없는 법[無罪法]에 대하여 앎이 없는 것이다.

닦아야 할 법[應修法]에 대하여 앎이 없고 닦지 않아야 할 법[不應修法]에 대하여 앎이 없으며, 하열한 법[下劣法]에 대하여 앎이 없고 훌륭한 법[勝妙法]에 대하여 앎이 없으며, 검은 법[黑法]에 대하여 앎이 없고 흰 법[白法]에 대하여 앎이 없으며, 적대가 있는 법[有敵對法]에 대하여 앎이 없고 인연으로 생긴 법[緣生法]에 대하여 앎이 없으며, 6촉처(六觸處)를 사실대로 모르는 것이다[如實無知].

이와 같이 앎이 없고[無知], 소견이 없으며[無見], 현관이 아니고[非現觀], 몹시 어두우며[黑闇], 어리석고 못났으며[愚痴], 밝음(총명)이 없고[無明], 눈이 멀었으며[盲冥], 가리워 갇혔고[罩網], 감아 싸였으며[纏裏], 미련하고[頑騃], 혼탁(渾濁)하며, 가리고 덮여서[障蓋], 소경이 되고 무명(無明)을 일으키며, 무지(無智)를 일으켜서 뛰어난 지혜[勝慧]를 없애고, 선품(善品)을 장애하여 열반(涅槃)에 이르지 못하게 한다.

또 무명루(無明漏)와 무명폭류(無明暴流)의 무명의 멍에[軛]와 무명의 독 뿌리[毒根]와 무명의 독 줄기[毒莖]와 무명의 독 가지[毒枝]와 무명의 독 잎사귀[毒葉]와 무명의 독 꽃[毒花]과 무명의 독 열매[毒果]와 치(癡), 등치(等癡), 극치(極癡)와 개(改), 등개(等改), 극개(極改) 등 치(癡)의 종류와 치로 생기는 것과 개(改)의 종류와 개로 생기는 것을 통틀어서 우치[癡]라 한다.
— 《아비달마집이문족론》 제3권 제4품〈삼법품(三法品)〉. 한글본

#### 아비달마법온족론
목건련(目乾連)은 《아비달마법온족론》 제11권 제21품〈연기품(緣起品)〉에서 다음과 같이 무명(無明) 즉 치(癡)를 정의하고 있다.
또한, 목건련은 무명연행(無明緣行), 즉 '무명을 반연하여 행이 있다[無明緣行]'는 12연기(十二緣起)의 제1지분인 무명(無明)과 제2지분인 행(行)의 연기관계에 대해 설명하고 있으며, 나아가 무명연행(無明緣行)이란 무명을 인연하여 탐(貪) · 진(瞋) · 치(癡)의 불선근이 생기는 것과 8정도(八正道)의 반대인 8사(八邪) 또는 8사행(八邪行)이 생기는 것을 포괄한다고 말하고 있다.
復次無明緣行者。云何無明。謂於前際無知。後際無知。前後際無知。於內無知。外無知。內外無知。於業無知。異熟無知。業異熟無知。於善作業無知。惡作業無知。善惡作業無知。於因無知。因所生法無知。於佛法僧無知。於苦集滅道無知。於善不善法無知。於有罪無罪法無知。於應脩不應脩法無知。於下劣勝妙法無知。於黑白法無知。於有敵對法無知。於緣生無知。於六觸處如實無知。如是無知無見非現觀。黑闇愚癡。無明盲冥。罩網纏裏。頑騃渾濁。障蓋發盲。發無明。發無智。發劣慧。障礙善品。令不涅槃。無明漏。無明瀑流。無明軛。無明毒根。無明毒莖。無明毒枝。無明毒葉。無明毒花。無明毒果。癡等癡極癡。欣等欣極欣。癡類癡生。總名無明。

云何無明緣行。謂世尊說。苾芻當知。無明為因。無明為緣。故貪瞋癡起。此貪瞋癡性。是名無明緣行。

復次如世尊說。苾芻當知。無明為前行。無明為[巾*票]幟。故起無量種惡不善法。謂無慚無愧等。由無慚無愧故起諸邪見。由邪見故起邪思惟。由邪思惟故起邪語。由邪語故起邪業。由邪業故起邪命。由邪命故起邪勤。由邪勤故起邪念。由邪念故起邪定。此邪見邪思惟邪語邪業邪命邪勤邪念邪定。是名無明緣行。
— 《아비달마법온족론》 제11권 제21품〈연기품(緣起品)〉. 한문본

 또 '무명을 반연하여 행이 있다[無明緣行]'고 함에서 어떤 것이 무명(無明)인가?

이른바 전제(前際)에 대하여 아는 것이 없고, 후제(後際)에 대하여 아는 것이 없고, 전후제(前後際)에 대하여 아는 것이 없으며, 안[內]에 대하여 아는 것이 없고, 밖[外]에 대하여 아는 것이 없고, 안팎[內外]에 대하여 아는 것이 없으며, 업(業)에 대하여 아는 것이 없고, 이숙(異熟)에 대하여 아는 것이 없고, 업과 이숙[業異熟]에 대하여 아는 것이 없으며, 착하게 짓는 업[善作業]에 대하여 아는 것이 없고, 악하게 지은 업[惡作業]에 대하여 아는 것이 없고, 착하거나 악하게 짓는 업[善惡作業]에 대하여 아는 것이 없으며, 인(因)에 대하여 아는 것이 없고, 인으로 생기는 법[因所生法]에 대하여도 아는 것이 없다.

또 부처님[佛] · 가르침[法] · 승가[僧]에 대하여 아는 것이 없고 괴로움[苦] ·  괴로움의 원인[集] · 괴로움의 소멸[滅] · 괴로움의 소멸에 이르는 길[道]에 대하여 아는 것이 없으며, 착하고 착하지 않은 법[善不善法]에 대하여 아는 것이 없으며, 죄가 있고 죄가 없는 법[有罪無罪法]에 대하여 아는 것이 없으며, 마땅히 닦아야 하고 닦지 않아야 할 법[應修不應修法]에 대하여 아는 것이 없으며, 하열하고 승묘한 법[下劣勝妙法]에 대하여 아는 것이 없으며, 희고 검은 법[白黑法]에 대하여 아는 것이 없으며, 적대가 있는 법[有敵對法]에 대하여 아는 것이 없으며, 인연으로 생겨나는 법[緣生法]에 대하여 아는 것이 없으며, 6촉처(六觸處)에 대하여 사실대로 아는 것이 없는 것[如實無知]이다.

이와 같이 아는 것이 없고[無知] 보는 것이 없으며[無見], 현관이 아니고[非現觀] 몹시 어둡고[黑闇] 어리석고[愚癡] 밝음(총명)이 없고[無明], 눈이 멀었고[盲冥] 우리에 갇혔고[罩網] 감아 싸였고[纏裏] 미련하고[頑騃] 혼탁하고[渾濁] 가리고 덮였으며[障蓋], 소경이 되게 하고 밝음(총명)이 없게 하며[發無明], 지혜가 없게 하고[發無智] 하열한 지혜를 일으키며[發劣慧], 선품(善品)을 장애하여 열반(涅槃)을 증하지 못하게 하며, 무명루(無明漏) · 무명폭류(無明暴流) · 무명액(無明軛)과 무명의 독 뿌리[無明毒根] · 무명의 독 줄거리[毒莖] · 무명의 독 가지[毒枝] · 무명의 독 잎[毒葉] · 무명의 독 꽃[毒花] · 무명의 독 열매[毒果]와 어리석고[癡] 평등하게 어리석고[等癡] 극히 어리석으며[極癡], 사납고[欣] 평등하게 패려궂고[等欣] 극히 패려궂으며[極欣], 어리석음의 종류[癡類]와 어리석음[癡]으로 생기는 것을 통틀어 무명(無明)이라 한다.

어떤 것을 '무명을 반연하여 행(行)이 생긴다[無明緣行]'고 하는가? 세존께서 말씀하시되 "필추들아, 알아야 한다. 무명을 인(因)으로 하고 무명을 연(緣)으로 하기 때문에 탐냄[貪] · 성냄[瞋] · 어리석음[癡]이 일어나느니라"고 하셨다. 이 탐냄[貪] · 성냄[瞋] · 어리석음[癡]의 성품을 바로 '무명을 반연하여 행이 생기는 것이라[無明緣行]'고 한다.

또 세존께서 말씀하시되 "필추들아, 마땅히 알아야 한다. 무명을 앞의 행[前行]으로 하고 무명을 표치[幟]로 삼기 때문에 한량없는 종류의 악한 법[惡不善法]을 일으키나니, 이른바 무참(無慚) · 무괴(無愧) 등이다. 이 무참 · 무괴로 말미암아 모든 삿된 소견[邪見]을 일으키고 삿된 소견으로 말미암아 삿된 생각[邪思惟]을 일으키며, 삿된 생각으로 말미암아 삿된 말[邪語]을 일으키고 삿된 말로 말미암아 삿된 행위[邪業]를 일으키며, 삿된 행위로 말미암아 삿된 생활[邪命]을 일으키고 삿된 생활로 말미암아 삿된 노력[邪勤]을 일으키며, 삿된 노력으로 말미암아 삿된 기억[邪念]을 일으키고 삿된 기억으로 말미암아 삿된 선정[邪定]을 일으킨다"고 하셨다.

이 삿된 소견 · 삿된 생각 · 삿된 말 · 삿된 행위 · 삿된 생활 · 삿된 노력 · 삿된 기억 · 삿된 선정을 '무명을 반연하여 행이 생긴다[無明緣行]'고 한다.
— 《아비달마법온족론》 제11권 제21품〈연기품(緣起品)〉. 한글본

#### 아비달마품류족론
세우(世友)는 《아비달마품류족론》 제3권 제4품〈변칠사품(辯七事品)〉에서 다음과 같이 무명(無明) 즉 치(癡)를 정의하고 있다.
無明云何。謂三界無知性。

무명(無明)은 무엇인가? 3계(界)에 아는 것이 없는 성품[無知性]이다.
— 《아비달마품류족론》 제3권 제4품〈변칠사품(辯七事品)〉. 한문본 & 한글본

#### 아비달마발지론
가다연니자(迦多衍尼)는 《아비달마발지론》 제1권 제1잡온(雜蘊) 제3〈보특가라납식(補特伽羅納息)〉에서 다음과 같이, 고타마 붓다의 무명(無明) 즉 치(癡)에 대한 언급을 빌어서 무명(無明)을 정의하고 있다.
此業緣。世尊說一煩惱。謂無明。

이 [과거세의] 업[此業]을 인연하여 각각의 번뇌(煩惱)가 일어난다고 세존께서는 말씀하셨는데, 이것을 [즉, 이러한 상황을, 즉 과거의 업에 바탕하여 탐 · 진 · 해 등의 번뇌를 일으키는 어리석음을] 무명(無明)이라고 한다
— 《아비달마발지론》 제1권 제1잡온(雜蘊) 제3〈보특가라납식(補特伽羅納息). 한문본

#### 아비달마구사론
부파불교의 설일체유부의 교학을 비판적으로 집대성한 세친(世親)의 《구사론》에 따르면, 무명(無明) 또는 치(癡)는 마음(6식, 즉 심왕, 즉 심법)으로 하여금 어리석게 하는 마음작용으로, 우치(愚癡: 어리석음), 무지(無智) 또는 무현(無顯)이라고도 한다.
무지(無智)는 마음이 사(事: 사물, 현상)와 이(理: 이치, 본질)를 밝게 결택(決擇: 옳고 그름을 판단하여 결정함)할 수 없는 상태를 말하고, 무현(無顯)은 사(事: 사물, 현상)와 이(理: 이치, 본질)가 은폐되어 마음에 밝게 드러나 알려지지 않은 상태를 말한다.

### 대승불교
현대의 학자들에 따르면 인도불교의 유식학의 역사는 크게 3기로 나뉘는데, 제1기는 미륵(彌勒)과 무착(無着)의 유식학이고, 제2기는 세친(世親)의 유식학이고, 제3기는 호법(護法)과 안혜(安慧) 등의 10대 논사의 유식학이다.
아래 단락들은 이러한 구분에 의거하여 배열되어 있으며, 해당 유식학 논서들에서 나타나는 무명(無明) 즉 치(癡)에 대한 정의를 기술한다.

#### 대승아비달마집론·잡집론
대승불교의 유식유가행파와 법상종의 주요 논서인 무착(無着)의 《대승아비달마집론》에 따르면, 무명(無明) 또는 치(癡)는 마음(8식, 즉 심왕, 즉 심법)으로 하여금 3계(三界)에 대해 무지(無知)해지게 하는 것을 본질적 성질[性]로 하는 마음작용이다.
그리고, 무명(無明) 또는 치(癡)의 마음작용은 이러한 본질적 성질을 바탕으로 마음이 온갖 법(法)에 대해 잘못된 결정[邪決定]을 내리게 하고, 의심[疑]을 일으키게 하고, 잡(雜: 잡염)을 일으키게 하는 발동근거[所依]가 되는 것을 그 본질적 작용[業]으로 한다.
《대승아비달마집론》의 주석서에 해당하는 안혜(安慧)의 《대승아비달마잡집론》에서는 위의 《대승아비달마집론》의 정의에서 '3계(三界)에 대한 무지(無知)'라 표현된 것을 '3계(三界)에 대한 무지(無智)'로 표현하고 있다. 그리고, 《대승아비달마잡집론》에 따르면, 위의 《대승아비달마집론》의 정의에서, 잘못된 결정[邪決定]이란 전도된 지혜[顛倒智]를 말하며, 의심[疑]은 유예(猶豫)하는 것을 말하며, 잡(雜)은 잡염(雜染: 근본번뇌와 수번뇌, 즉 모든 번뇌)을 말한다. 그리고 발동근거[所依]가 된다는 것은 우치(愚癡: 어리석음)로부터 모든 번뇌가 일어난다는 것을 뜻한다.

#### 대승오온론·광오온론
대승불교의 유식유가행파와 법상종의 주요 논서인 세친(世親)의 《대승오온론》과 그 주석서인 안혜(安慧)의  《대승광오온론》에 따르면, 무명(無明) 또는 치(癡)는 마음(8식, 즉 심왕, 즉 심법)으로 업과(業果), 즉 업과 그에 따른 과보, 즉 인과의 법칙과, 4성제[諦, 四聖諦]와, 3보[寶, 三寶]에 대해 무지(無智: 밝게 옳고 그름을 판단하여 결정할 수 없음)해지게 하는 것을 본질적 성질[性]로 하는 마음작용이다.
또한, 《대승오온론》과 《대승광오온론》에 따르면, 무명(無明)에는 구생기(俱生起)와 분별기(分別起)의 2종이 있다. 즉, 전생(前生)의 업에 합당하게 태어날 때 타고난 무명이 있고, 이번 생에서 잘못된 스승[邪師]이나 잘못된 가르침[邪敎] 또는 자신의 사사유(邪思惟, 不正思惟: 바르지 않은 사유, 바르지 않은 생각, 잘못된 생각이나 논리 또는 추리)에 의해 후천적으로 생긴 무명이 있다.

#### 성유식론
대승불교의 유식유가행파와 법상종의 주요 논서인 호법(護法) 등의 《성유식론》에 따르면, 무명(無明) 또는 치(癡)는 마음(8식, 즉 심왕, 즉 심법)으로 하여금 온갖 이(理: 이치, 본질)와 사(事: 사물, 현상)에 대해 미혹[迷]하고 어두워[闇]지게 하는 것을 본질적 성질[性]로 하는 마음작용이다.
그리고, 치(癡)의 마음작용은 이러한 본질적 성질을 바탕으로 마음이 무치(無癡: 어리석지 않음, 지혜로움)의 마음작용과 상응하는 것을 장애함으로써 마음으로 하여금 온갖 잡염(雜染: 근본번뇌와 수번뇌, 즉 모든 번뇌)과 상응하게 하는 발동근거[所依]가 되는 것을 그 본질적 작용[業]으로 한다.

## 같이 보기
- 근본무명
- 4근본번뇌 중 아치(我癡)

- 3도: 견도 · 수도 · 무학도
  - 견도: 16심 · 고법지인
  - 무학도: 34심
  - 성문 수행계위: 4향4과 - 10결(= 5하분결 + 5상분결)
  - 보살 수행계위: 52위
- 현관: 4제현관 · 6현관
- 유루와 무루
- 번뇌의 해석
- 번뇌의 다른 이름
  - 개 · 결 · 계 · 구 · 구애 · 궤 · 근 · 뇌 · 누 · 박 · 상해 · 소 · 소유 · 소해 · 수면 · 수번뇌 · 악행 · 액 · 열 · 유쟁 · 쟁 · 전 · 전 · 조림 · 주올 · 취 · 치연 · 폭류 · 화
- 번뇌의 작용
- 번뇌의 분류
  - 3루
  - 4액
  - 4취
  - 4폭류
  - 5부: 견고소단 · 견집소단 · 견멸소단 · 견도소단 · 수도소단 = 견소단 + 수소단
  - 5주지번뇌
  - 견혹 + 수혹 = 견소단 + 수소단 = 미리혹 + 미사혹 = 분별기 + 구생기
  - 근본번뇌 + 수번뇌
  - 번뇌장 + 소지장
- 번뇌 = 근본번뇌 + 수번뇌
  - 근본번뇌 = 수면
    - 3근본번뇌: 탐 · 진 · 치
    - 6수면: 탐 · 진 · 만 · 무명 · 견 · 의
    - 7수면: 욕탐 · 진 · 유탐 · 만 · 무명 · 견 · 의
    - 10수면: 탐 · 진 · 만 · 무명 · 유신견 · 변집견 · 사견 · 견취 · 계금취 · 의
    - 12수면: 욕탐 · 진 · 색탐 · 무색탐 · 만 · 무명 · 유신견 · 변집견 · 사견 · 견취 · 계금취 · 의
    - 98근본번뇌(설일체유부)
      - 견혹 = 견소단 = 미리혹 = 분별기: 설일체유부의 88근본번뇌
      - 수혹 = 수소단 = 미사혹 = 구생기: 설일체유부의 10근본번뇌

    - 128근본번뇌(유식유가행파)
      - 견혹 = 견소단 = 미리혹 = 분별기: 유식유가행파의 112근본번뇌
      - 수혹 = 수소단 = 미사혹 = 구생기: 유식유가행파의 16근본번뇌

  - 수번뇌 = 전
    - 8전 · 10전 · 6번뇌구
    - 19수번뇌(설일체유부)
      - 소번뇌지법의 10가지 모두: 분 · 부 · 간 · 질 · 뇌 · 해 · 한 · 첨 · 광 · 교
      - 대불선지법의 2가지 모두: 무참 · 무괴
      - 대번뇌지법의 6가지 가운데 5가지: 방일 · 해태 · 불신 · 혼침 · 도거
      - 부정지법의 8가지 가운데 2가지: 수면 · 악작

    - 20수번뇌(유식유가행파)
      - 소수번뇌심소의 10가지 모두: 분 · 한 · 부 · 뇌 · 질 · 간 · 광 · 첨 · 해 · 교
      - 중수번뇌심소의 2가지 모두: 무참 · 무괴
      - 대수번뇌심소의 8가지 모두: 도거 · 혼침 · 불신 · 해태 · 방일 · 실념 · 산란 · 부정지
- 번뇌 = 잡염 = 유부무기 + 불선
  - 유부무기
    - 욕계의 번뇌의 일부 · 색계의 번뇌 · 무색계의 번뇌
    - 4근본번뇌(말나식의 4번뇌: 아치 · 아견 · 아만 · 아애)

  - 불선 · 악
    - 욕계의 번뇌의 대다수
    - 불선근
    - 5악 · 10악
- 번뇌 = 108번뇌 = 98수면 + 10전
- 번뇌 = 개: 5개
- 번뇌 = 결: 2결 · 3결 · 4결 · 5결 · 9결 · 10결(= 5하분결 + 5상분결) · 98결 · 108결
- 번뇌 = 구애: 3구애 · 5구애
- 번뇌 = 뇌: 3뇌
- 번뇌 = 누: 3루
- 번뇌 = 박: 3박 · 4박
- 번뇌 = 사: 7사 · 10사 · 98사 · 128사
- 번뇌 = 악행: 3악행
- 번뇌 = 취: 2취 · 4취

## 참고 문헌
- 이 문서에는 다음커뮤니케이션(현 카카오)에서 GFDL 또는 CC-SA 라이선스로 배포한 글로벌 세계대백과사전의 내용을 기초로 작성된 글이 포함되어 있습니다.
- 곽철환 (2003). 《시공 불교사전》. 시공사 / 네이버 지식백과. |title=에 외부 링크가 있음 (도움말)
- 구나발타라(求那跋陀羅) 한역 (K.650, T.99). 《잡아함경(雜阿含經)》. 한글대장경 검색시스템 - 전자불전연구소 / 동국역경원. K.650(18-707), T.99(2-1). |title=에 외부 링크가 있음 (도움말)
- 권오민 (2003). 《아비달마불교》. 민족사.
- 세우 지음, 현장 한역, 송성수 번역 (K.949, T.1542). 《아비달마품류족론》. 한글대장경 검색시스템 - 전자불전연구소 / 동국역경원. K.949(25-149), T.1542(26-692). |title=에 외부 링크가 있음 (도움말)
- 세친 지음, 현장 한역, 권오민 번역 (K.955, T.1558). 《아비달마구사론》. 한글대장경 검색시스템 - 전자불전연구소 / 동국역경원. K.955(27-453), T.1558(29-1). |title=에 외부 링크가 있음 (도움말)
- 운허.  동국역경원 편집, 편집. 《불교 사전》. |title=에 외부 링크가 있음 (도움말)
- 호법 등 지음, 현장 한역, 김묘주 번역 (K.614, T.1585). 《성유식론》. 한글대장경 검색시스템 - 전자불전연구소 / 동국역경원. K.614(17-510), T.1585(31-1). |title=에 외부 링크가 있음 (도움말)
- 황욱 (1999). 《무착[Asaṅga]의 유식학설 연구》. 동국대학원 불교학과 박사학위논문.
- (중국어) 구나발타라(求那跋陀羅) 한역 (T.99). 《잡아함경(雜阿含經)》. 대정신수대장경. T2, No. 99, CBETA. |title=에 외부 링크가 있음 (도움말)
- (중국어) 星雲. 《佛光大辭典(불광대사전)》 3판. |title=에 외부 링크가 있음 (도움말)
- (중국어) 무착 조, 현장 한역 (T.1602). 《현양성교론(顯揚聖教論)》. 대정신수대장경. T31, No. 1602, CBETA. |title=에 외부 링크가 있음 (도움말)
- (중국어) 무착 조, 현장 한역 (T.1605). 《대승아비달마집론(大乘阿毘達磨集論)》. 대정신수대장경. T31, No. 1605, CBETA. |title=에 외부 링크가 있음 (도움말)
- (중국어) 세우 조, 현장 한역 (T.1542). 《아비달마품류족론(阿毘達磨品類足論)》. 대정신수대장경. T26, No. 1542, CBETA. |title=에 외부 링크가 있음 (도움말)
- (중국어) 세친 조, 현장 한역 (T.1558). 《아비달마구사론(阿毘達磨俱舍論)》. 대정신수대장경. T29, No. 1558, CBETA. |title=에 외부 링크가 있음 (도움말)
- (중국어) 세친 조, 현장 한역 (T.1612). 《대승오온론(大乘五蘊論)》. 대정신수대장경. T31, No. 1612, CBETA. |title=에 외부 링크가 있음 (도움말)
- (중국어) 세친 조, 현장 한역 (T.1614). 《대승백법명문론(大乘百法明門論)》. 대정신수대장경. T31, No. 1614, CBETA. |title=에 외부 링크가 있음 (도움말)
- (중국어) 안혜 조, 지바하라 한역 (T.1613). 《대승광오온론(大乘廣五蘊論)》. 대정신수대장경. T31, No. 1613, CBETA. |title=에 외부 링크가 있음 (도움말)
- (중국어) 안혜 조, 현장 한역 (T.1606). 《대승아비달마잡집론(大乘阿毘達磨雜集論)》. 대정신수대장경. T31, No. 1606, CBETA. |title=에 외부 링크가 있음 (도움말)
- (중국어) 호법 등 지음, 현장 한역 (T.1585). 《성유식론(成唯識論)》. 대정신수대장경. T31, No. 1585, CBETA. |title=에 외부 링크가 있음 (도움말)